# Sint-Jobkerk (Melen)

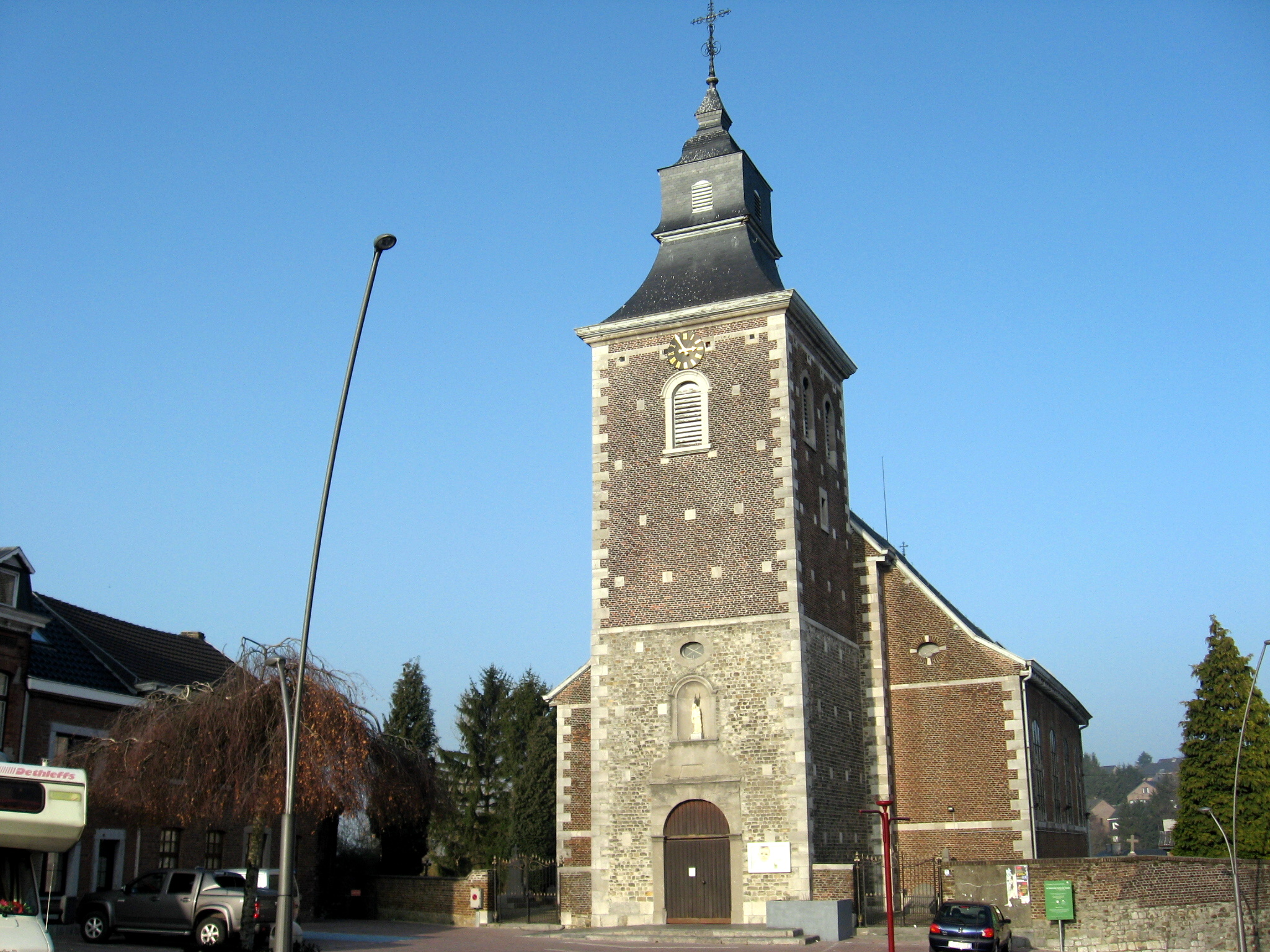
Sint-Jobkerk

De Sint-Jobkerk (Église Saint-Job) is de parochiekerk van het tot de Belgische gemeente Soumagne behorende dorp Melen, gelegen aan het Place de l'Église.
De parochie werd voor het eerst vermeld in 1699 en omvatte ook de dorpen Evegnée, Tignée, Micheroux en de buurtschap Liery.
De huidige kerk werd gebouwd in classicistische stijl, in 1760-1761. Het is een driebeukige kerk met vlakke koorafsluiting en voorgebouwde toren. Het bouwwerk is in baksteen met kalkstenen hoekbanden en omlijstingen. De benedengeleding van de toren is in natuursteenblokken. De toren wordt gedekt door een sierlijke spits. De toren bevat een ingangsportaal met daarboven een nis, waarin een Mariabeeld.

## Interieur
Het interieur wordt overwelfd door een tongewelf.
Het hoofdaltaar is van 1781. De zij-altaren, gewijd aan Onze-Lieve-Vrouw respectievelijk Sint-Jozef, zijn van 1851 en werden vervaardigd door Alexandre De Tombay. De gebeeldhouwde preekstoel is uit de 2e helft van de 18e eeuw. De biechtstoel in régencestijl is van het derde kwart van de 18e eeuw. Het doksaal is van 1780. Joseph Debra vervaardigde een aantal heiligenbeelden in 1855.